# Cyfeilliog

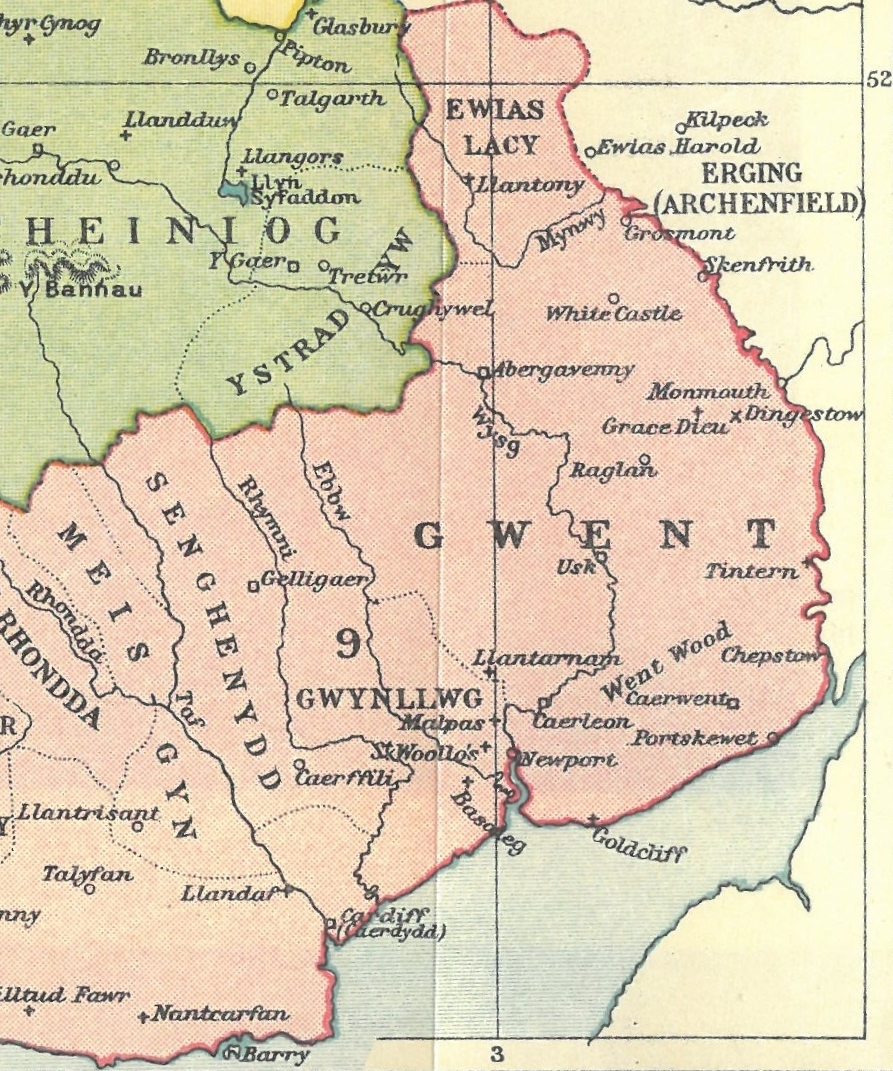
Sud-est du Pays de Galles médiéval. Ergyng, au nord de Gwent, est représenté comme faisant partie de Mercia. Glywysing est le numéro « 9 » à l'ouest de Gwent,

Cyfeilliog (prononciation galloise : [kəˈvɛiɬjɔɡ]) ou Cyfeiliog, (gallois : [kəˈvɛiljɔɡ], en vieux gallois Cemelliauc), probablement mort en 927, est un évêque du sud-est du Pays de Galles. La localisation et l'étendue de son diocèse sont incertaines, mais les terres qui lui sont concédées sont principalement situées à proximité de Caerwent, ce qui laisse supposer que son diocèse couvre le Gwent. Il existe des preuves que son diocèse s'étend jusqu'à Ergyng (aujourd'hui le sud-ouest du Herefordshire ). Il est mentionné dans des chartes datant du milieu des années 880 jusqu'au début du Xe siècle.
En 914, il est capturé par les Vikings et rançonné par Édouard l'Ancien, roi des Anglo-Saxons, pour 40 livres d'argent. L'aide d'Édouard est considérée par les historiens comme la preuve qu'il hérite de la suzeraineté de son père, Alfred le Grand, sur les royaumes du sud-est du Pays de Galles.
Cyfeilliog est probablement l'auteur d'un cryptogramme (texte crypté) qui a été ajouté comme note marginale au recueil de poésie du IXe siècle connu sous le nom de Manuscrit de Juvencus. La composition du cryptogramme aurait nécessité des connaissances en latin et en grec. Le Livre de Llandaff du XIIe siècle mentionne sa mort en 927, mais certains historiens sont sceptiques car ils pensent que cette date est tardive pour un évêque actif dans les années 880.

## Contexte politique
Le diocèse de Cyfeilliog est situé dans le sud-est du Pays de Galles. Au IXe siècle, la région est divisée en trois royaumes, qui sont parfois combinés par des rois plus puissants. Gwent, au nord de l'estuaire de la Severn, se trouve au sud d'Ergyng (aujourd'hui sud-ouest du Herefordshire) et à l'est de Glywysing (aujourd'hui Glamorgan). La Mercie, royaume anglo-saxon situé à la frontière orientale du Pays de Galles, revendique l'hégémonie sur la majeure partie du Pays de Galles depuis le début du IXe siècle. En 873, les Vikings chassent le roi Burgred de Mercie et nomment Ceolwulf roi client. Ceolwulf poursuit les efforts des Merciens pour contrôler les Gallois et, en 878, il bat et tue Rhodri Mawr (Rhodri le Grand), roi de Gwynedd, dans le nord du pays de Galles. Vers 879, Ceolwulf est remplacé par Æthelred, seigneur des Merciens. En 881, les fils de Rhodri battent Æthelred, mais celui-ci continue à dominer les royaumes du sud-est du Pays de Galles, et les fils de Rhodri cherchent la protection du roi Alfred le Grand de Wessex. Le biographe gallois d'Alfred, Asser, écrit :
« At that time [late 880s], and for a considerable time before then, all the districts of right-hand [southern] Wales belonged to King Alfred, and still do ... Hywel ap Rhys (the King of Glywysing) and Brochfael and Ffernfael (sons of Meurig and kings of Gwent), driven by the might and tyrannical behaviour of Ealdorman Æthelred and the Mercians, petitioned King Alfred of their own accord, in order to obtain lordship and protection from him in the face of their enemies. »
« À cette époque [fin des années 880], et depuis longtemps auparavant, tous les districts du sud du pays de Galles appartenaient au roi Alfred, et c'est encore le cas aujourd'hui... Hywel ap Rhys (le roi de Glywysing), Brochfael et Ffernfael (fils de Meurig et rois de Gwent), poussés par la puissance et le comportement tyrannique de l'Ealdorman Æthelred et des Merciens, ont adressé une requête au roi Alfred de leur propre chef, afin d'obtenir la seigneurie et la protection de ce dernier face à leurs ennemis. »

## Cryptogramme

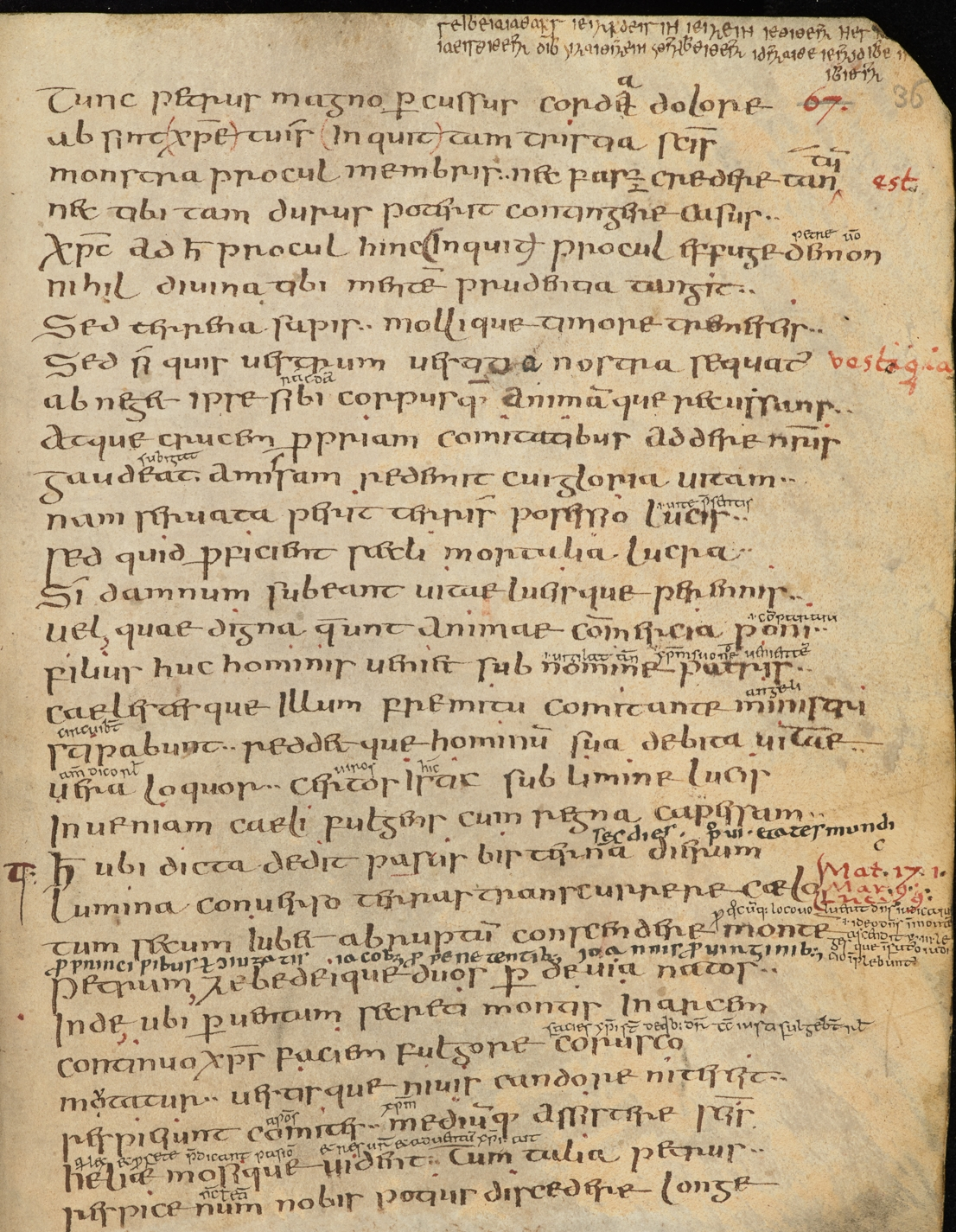
Page du Manuscrit de Juvencus avec le cryptogramme en petites lettres en haut à droite

Un cryptogramme (texte crypté) du Manuscrit de Juvencus, rédigé au Pays de Galles dans la seconde moitié du IXe siècle, fait l'éloge d'un prêtre appelé Cemelliauc (orthographe du vieux gallois, Cyfeilliog en gallois moderne). Ces cryptogrammes contiennent généralement le nom de leurs auteurs, dans ce cas très certainement celui de l'évêque Cyfeilliog, car son nom est peu courant et il est la seule personne connue portant ce nom qui est en activité au moment où le cryptogramme est écrit,. Il est rédigé en latin, chaque lettre étant remplacée par le chiffre grec correspondant au numéro de la lettre dans l'alphabet latin. L'universitaire Helen McKee le décrit comme une « vantardise charmante », et il se lit en traduction, certains mots manquent en raison de la détérioration du manuscrit au bord de la page : 
« 
Cemelliauc the learned priest
[             ] this without any trouble
To God, brothers, constantly,
Pray for me [                 ] »
« 
Cemelliauc le prêtre érudit
[             ] ceci sans aucune difficulté
A Dieu, mes frères, constamment,
Priez pour moi [                 ],. »
Le cryptogramme est écrit d'une main différente de celle du reste du manuscrit, et c'est probablement la seule contribution de Cyfeilliog à ce dernier. Le principal scribe est Núadu, un nom irlandais, et le code du cryptogramme a probablement été inventé par un érudit irlandais appelé Dubthach à la cour de Gwynedd dans la première moitié du IXe siècle,,. Le cryptogramme est l'une des nombreuses indications de liens gallois-irlandais dans le Manuscrit de Juvencus.

## Biographie

### Nominations ecclésiastiques
Cyfeilliog est peut-être abbé avant de devenir évêque. Il figure sur une liste d'abbés de Llantwit qui aurait été trouvée dans un parchemin « très décomposé et loué » découvert vers 1719, mais comme la source du document est le faussaire Iolo Morganwg, il n'est pas certain qu'il soit authentique. L'historien Patrick Sims-Williams fait remarquer que le fait que Cyfeilliog ne soit mentionné dans aucune charte avant qu'il ne devienne évêque « laisse ouverte la possibilité qu'il soit réellement le Camelauc cité parmi les abbés de Llantwit, aussi douteuse que soit la source ».
Cyfeilliog est mentionné pour la première fois dans des chartes datant du milieu des années 880. Selon un registre de la cathédrale de Canterbury, il est consacré évêque par Æthelred, archevêque de Canterbury entre 870 et 888. Les historiens ne sont pas certains de la validité de cette liste, mais comme les rois gallois du sud acceptent la suzeraineté d'Alfred dans les années 880, la reconnaissance de la primauté de Canterbury par les évêques à cette époque n'est pas improbable,. Trois témoins clercs des chartes de Cyfeilliog témoignent également de celles de l'évêque Nudd, et trois autres de celles de l'évêque Cerennyr, probablement parce que ces évêques sont les prédécesseurs de Cyfeilliog, et que Cyfeilliog  hérite de membres de leurs ménages épiscopaux. Cerennyr est actif dans tout le sud-est, ce qui suggère qu'il a un statut supérieur. Dans une liste d'évêques du Livre de Llandaffaff, datant du XIIe siècle, Cyfeilliog est placé après Nudd.

### Diocèse

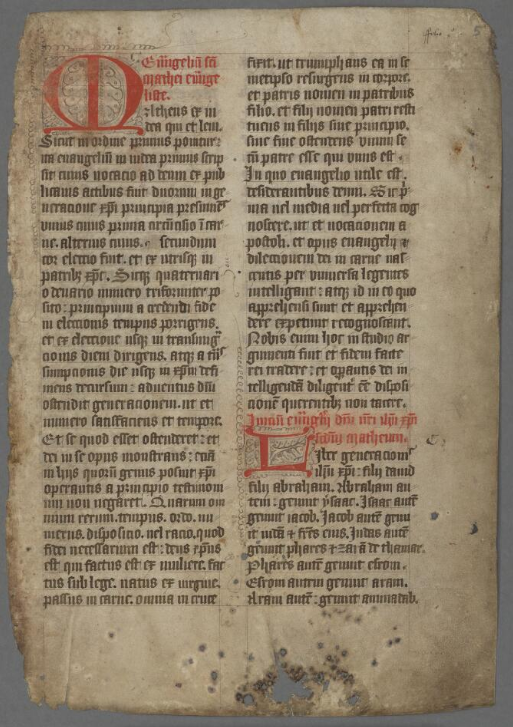
Page du Livre de Llandaff à la Bibliothèque nationale du pays de Galles

Le Livre de Llandaff affirme qu'il y a eu une succession d'évêques de Llandaff, couvrant l'ensemble du sud-est du Pays de Galles entre la rivière Wye et le fleuve Towy, à partir du cinquième siècle,. Cette hypothèse est acceptée par l'historien gallois John Edward Lloyd en 1939 dans son Histoire du Pays de Galles, mais elle est rejetée par Wendy Davies et Thomas Charles-Edwards qui y voient une tentative de faire remonter l'histoire du diocèse à une date invraisemblablement ancienne,. Cyfeilliog est inclus dans cette succession, mais son évêché couvre une zone beaucoup plus petite, et les emplacements des concessions de terres qui lui sont accordées suggèrent qu'il est principalement actif dans le Gwent. Toutes celles qui peuvent être localisées avec certitude se trouvent près de Caerwent dans le Gwent, ce qui suggère qu'il est peut-être basé dans la ville,, et aucune des chartes ne concerne Glywysing (Glamorgan) ou Llandaff .
La Chronique anglo-saxonne du début du Xe siècle décrit Cyfeilliog comme évêque d'Archenfield, nom anglais d'Ergyng. Son diocèse couvre probablement à la fois le Gwent et l'Ergyng,,. À cette époque, Ergyng est gallois par sa langue et ses coutumes, mais sous domination anglaise, et il est possible qu'il y exerce son ministère avec l'approbation de l'évêque d'Hereford.

### Chartes
Des chartes conservées dans le Livre de Llandaff font état de concessions à Cyfeilliog,. La charte la plus ancienne est probablement celle qui date d'environ 885 : Le roi Hywel ap Rhys de Glywysing donne à Cyfeilliog deux esclaves et leur progéniture pour les âmes de sa femme, de ses fils et de ses filles,. Un témoin appelé Asser atteste cette charte immédiatement après Cyfeilliog, ce qui est une position d'honneur. Asser, le biographe d'Alfred le Grand, passé une année de maladie à Caerwent à cette époque, et il est possible qu'il atteste la charte alors qu'il est temporairement attaché à Cyfeilliog,.
Cyfeilliog reçoit des concessions de terres dans plusieurs chartes de Brochfael ap Meurig, roi de Gwent. Dans l'une d'elles, il donne trois modii   –  environ 120 acres (50 hectares)   –  de terres avec des déversoirs sur la Severn et la Meurig, un affluent de la Teifi, ainsi que des droits de débarquement gratuits et des droits de naufrage ; et dans une autre charte, deux églises, avec six modii de terres et des droits de débarquement gratuits pour les navires à l'embouchure de la Troggy. Parmi les autres donateurs, on peut citer Arthfael, le fils de Hywel, qui, vers 890, accorde à Cyfeilliog la villa Caer Birran, située à Treberran, Pencoyd, ainsi que quatre modii de terre,.
Cyfeilliog a plusieurs conflits juridiques avec le roi Brochfael. Vers 905, il y a un désaccord entre leurs ménages. Cyfeilliog se voit attribuer un « prix d'insulte » « in puro auro » (en or pur) de la valeur de son visage, dans le sens de la longueur et de la largeur. La charte fait référence à sa valeur en fonction de son statut, selon l'ancien concept juridique de wynepwerth ("honneur", littéralement « valeur du visage »). Brochfael ne peut pas payer en or et paye avec six modii de terre à Llanfihangel,. Un autre litige concerne une église et trois modii de terre que Brochfael donne à sa fille, qualifiée de « sainte vierge ». Vers 910, un litige oppose Cyfeilliog et Brochfael au sujet de l'église et de ses terres, et le jugement est à nouveau rendu en faveur de Cyfeilliog et entériné par Brochfael.

### Capture par les Vikings

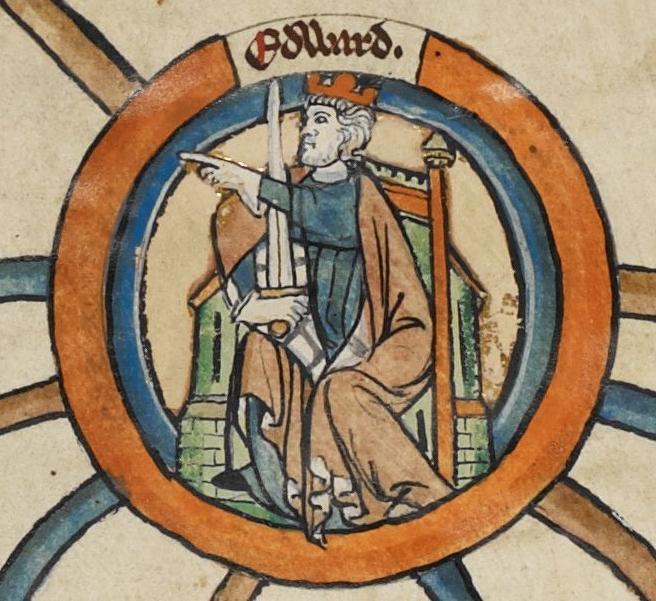
Portrait miniature tiré d'un rouleau généalogique du XIIIe siècle représentant Édouard l'Ancien.

En 914, Cyfeilliog est capturé par les Vikings, et l'événement est consigné dans la Chronique anglo-saxonne :
« In this year a great naval force came over here from the south from Brittany, and two earls, Ohter and Hroald, with them. And they then went west round the coast so that they arrived at the Severn Estuary and ravaged in Wales everywhere along the coast where it suited them. And they captured Cyfeilliog, bishop of Archenfield, and took him with them to the ships; and then King Edward ransomed him for 40 pounds [of silver]. »
« Cette année-là, une grande force navale vint de Bretagne, en provenance du sud, et deux comtes, Ohter et Hroald, l'accompagnèrent. Ils se dirigèrent ensuite vers l'ouest en contournant la côte jusqu'à l'estuaire de la Severn et ravagèrent le Pays de Galles partout le long de la côte où cela leur convenait. Ils capturèrent Cyfeilliog, évêque d'Archenfield, et l'emmenèrent avec eux sur les navires ; le roi Édouard lui accorda une rançon de 40 livres [d'argent],,. »
Le paiement de la rançon de Cyfeilliog, décrit par Charles-Edwards comme « une somme princière », par le fils et successeur d'Alfred, Édouard l'Ancien, est considéré par les historiens comme la preuve qu'il maintient la seigneurie de son père sur le sud-est du Pays de Galles,.

### Mort
Cyfeilliog meurt en 927 selon le Livre de Llandaff. Cette date est admise par Charles-Edwards, mais Sims-Williams et Davies sont sceptiques car ils considèrent que cette date est tardive pour une personne consacrée par l'archevêque Æthelred, mort en 888,. Selon le Livre de Llandaff, Cyfeilliog est remplacé par Libiau (également orthographié Llibio et Llifio,). La liste des consécrations de Canterbury indique que Libiau est également consacré par Æthelred, ce qui peut être une erreur, ou Libiau peut avoir un siège différent de Cyfeilliog. La plupart des évêques locaux des huitième et neuvième siècles semblent être actifs à la fois dans le Gwent et l'Ergyng, mais les successeurs de Cyfeilliog semblent n'avoir exercé leur ministère que dans le Gwent. Les évêques de Hereford et de Glasbury ont peut-être pris la relève en Ergyng.